# 唐尚書省郎官石柱

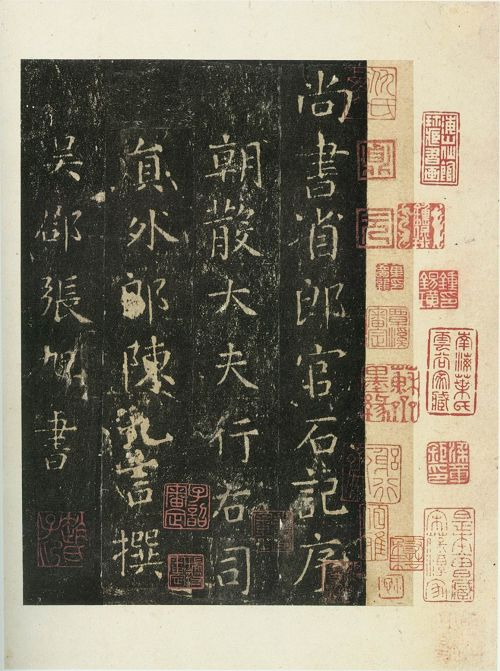
张旭楷书《尚书省郎官石记序》拓本首页

唐尚書省郎官石柱，是立於唐代尚書省前的各司郎官題名柱。現存左司十三曹一柱，置於陝西省西安碑林博物館，為考證唐代人物職官的貴重史料。與御史臺精舍碑題名、《元和姓纂》並稱為唐代三大縉紳錄。

## 概要
唐初起，尚書省各司廳舍都有壁記，載郎中、員外郎姓名與到職、免任日期，但是年深歲久，不無脫誤。於是玄宗開元29年（741年），左司郎中楊慎餘建立石柱，左、右司各一，立於尚書省前，右司員外郎陳九言撰序、張旭楷書，題名則始於本年，書式左旋，是為初刻。
德宗貞元12年（796年），始追錄唐初至開元29年以前題名並改刻，書式仍為左旋，字體較大，由許孟容撰後序、劉寬夫隸書，是為二刻。至宣宗大中12年（858年），因郎官除拜日增，各面空間有限，於是再行改刻，字體與行間縮小，書式亦改為右旋，是為三刻。而各司郎官題名，依後人考證，則約止於僖宗乾符年間。
尚書省郎官石柱高一丈二寸，週圍廣九尺三寸，凡七面，每面各四層，每層約10~21行，各行字數30~40餘不等。記尚書左司郎中、員外郎、吏部郎中、員外郎、司封郎中、員外郎、司勳郎中、員外郎、考功郎中、員外郎、戶部郎中、員外郎、度支郎中、員外郎、金部郎中、員外郎、倉部郎中、員外郎、禮部郎中、員外郎、祠部郎中、員外郎、膳部郎中、員外郎、主客郎中、員外郎等十三司郎中、員外郎題名。
|      |      | 左中 | 左外 |
| 吏中 | 吏外 | 封中 | 封外 |
| 勳中 | 勳外 | 考中 | 考外 |
| 戶中 | 戶外 | 度中 | 度外 |
| 金中 | 金外 | 倉中 | 倉外 |
| 禮中 | 禮外 | 祠中 | 祠外 |
| 膳中 | 膳外 | 主中 | 主外 |

郎官石柱本有左右兩柱，但右司十三曹一柱，至遲清初時已亡逸無存。而左司十三曹一柱，也因明代大地震斷為兩段，後人修復時又誤接其面，因此禮部郎中（僅有初刻數人尚殘存可考）、員外郎、膳部郎中、員外郎題名已經全損，而度支郎中、員外郎、倉部郎中、員外郎、祠部郎中、主客郎中題名亦有缺損。依岑仲勉「郎官石柱題名新著錄」統計，現存題名可確認者共3459人，約為原題名總數4600餘人的四分之三左右。
| 膳中 | 膳外 |      | 封中 | 封外 |
|      |      | 左中 | 考中 | 考外 |
| 吏中 | 吏外 | 封中 | 度中 | 度外 |
| 勳中 | 勳外 | 考中 | 倉中 | 倉外 |
| 戶中 | 戶外 | 度中 | 祠中 | 祠外 |
| 金中 | 金外 | 倉中 | 主中 | 主外 |
| 禮中 | 禮外 |      | 左中 | 左外 |

## 研究史
陳九言的尚書省郎官石記序，原石雖已無存，但因是張旭傳世唯一的楷書作品之故，為歷代書家所重，故全文尚有拓本流傳至今。
尚書省郎官石柱，自宋以降，見於歷代金石學著作與文人題跋，但尚止於概略性的總論。至於郎官石柱題名，則因著錄人數眾多，完整抄錄題名並刊行成編，始於清乾隆年間的趙魏，收錄於讀畫齋叢書己集。嘉慶間王昶《金石萃編》，除全載題名，並就其名氏逐一考證其生平出處，開研究之先河，但所據典籍有限，猶未精密。
道光間，趙鉞起草郎官石柱題名考，未及完成，年老體衰，恐難以成書，以原稿託付同鄉人勞格。勞格廣搜史料，詳加考證，並補充後世已逸或未載之郎官至唐末，不幸逢太平天國之亂，同治3年（1864年）英年早逝。沒後友人丁寶書整理遺稿，編為《唐尚書省郎官石柱題名考》26卷，光緒6年（1880年）刊行於月河精舍叢鈔中，至今仍是研究唐代郎官事跡的重要工具書。
民國以降，抗戰中岑仲勉就新拓本詳加比勘統計，並解明勞格接續斷石題名未妥之處，撰為「郎官石柱題名新著錄」（《歷史語言研究所集刊》第八本第一分冊，後收錄於上海古籍出版社刊《金石論叢》中），所錄人數較清人著錄多出200餘人。1961年初，岑仲勉應中華書局之請，編撰一部唐代官吏人物的著作，但甫成初草而沒。文革之後，弟子陳達超整理遺稿，1984年由上海古籍出版社刊行《郎官石柱題名新考訂》，增補勞考之所不備。
只是，就像丁寶書《唐尚書省郎官石柱題名考》序所言：「唐人碑版又日出不窮，萬一有遺漏，是所望于後人採取補正焉。」近年胡可先、吳浩等，又根據新出土唐代碑誌，發表論文，進一步補充前人所未及之處。

## 腳注
1. ↑  岑仲勉《金石論叢》「元和姓纂所見唐左司郎官與三院御史」
2. ↑  說詳勞格《唐尚書省郎官石柱題名考》卷首例言、岑仲勉「郎官石柱題名新著錄」26~27頁
3. 1 2  勞格《唐尚書省郎官石柱題名考》卷首例言
4. ↑  王昶《金石萃編》卷171
5. ↑  岑仲勉「郎官石柱題名新著錄」74~76頁
6. ↑  棕線為石斷之處
7. ↑  丁寶書《唐尚書省郎官石柱題名考》序
8. ↑  陳達超《郎官石柱題名新考訂》前言